# Pteris izuensis
Pteris izuensis är en kantbräkenväxtart som beskrevs av Ren-Chang Ching. Pteris izuensis ingår i släktet Pteris och familjen Pteridaceae. Inga underarter finns listade.